# 羽中田昌
羽中田 昌（はちゅうだ まさし、1964年7月19日 - ）は、山梨県甲府市出身の元サッカー選手、サッカー指導者、解説者およびスポーツエッセイスト。JFA 公認S級コーチ（2006年取得）。

## 来歴
甲府市丸の内で家具商を営む羽中田家の次男として生まれる。6歳上の兄の影響で小さいころからサッカーに親しみ、甲府市立春日小学校（現：甲府市立舞鶴小学校）3年時にサッカー少年団が設立されるとこれに入部してサッカーに熱中するようになった。少年時代から切れ味鋭いドリブル突破が持ち味のフォワードとしてプレーし、小学校5年生の時に湯田少年団の一員として全国サッカー少年団大会（全日本少年サッカー大会の前身）に出場。翌年には春日少年団の一員として同大会に出場し、2年連続で優秀選手に選ばれ全国的に名前が知れ渡るようになった。
地元の甲府市立西中学校へ進学したが、全国中学校サッカー大会の予選を兼ねた最後の大会で保坂孝を擁する韮崎市立韮崎東中学校に敗れ、全国大会への出場は成らなかった。
中学卒業後は山梨県立韮崎高等学校へ進学し、横森巧の指導の下で1年時からレギュラーとして第59回全国高等学校サッカー選手権大会でベスト4、2年時の第60回全国高等学校サッカー選手権大会で準優勝に貢献し優秀選手に選出された。この当時には1学年上の大柴剛、保坂と共にH₂Oトリオとしてマスコミから注目された。
しかし、1982年3月、高校選抜のヨーロッパ遠征直前に腎臓病を患い選手キャリアの中断を余儀なくされた。3か月の入院生活の後も運動を禁じられたため静養生活が続き、チームも羽中田の3年時は夏の高校総体出場を逃し、かろうじて冬の選手権への出場権を獲得したのみだった。同年12月、医師から「1試合15分以上はプレーをしない」ことを条件に復帰が認められると、迎えた第61回全国高等学校サッカー選手権大会では、2回戦の旭高校戦と準決勝の守山高校戦にそれぞれ15分間の出場。決勝の清水東高校戦では相手の3点リードで迎えた後半15分から途中出場を果たし、後半26分に保坂とのパス交換から2点差に追い上げるゴールにつなげると、その直後にはハーフウェイライン付近からのドリブル突破でスタンドを沸かせた。
復帰を果たしたものの依然として腎臓病を抱えていたこともあり、高校卒業後はサッカーとは無縁の大学を志望、あるいは読売クラブや三菱養和SCのようなクラブチームで体調を考慮しながらプレーを続けたいと希望していた。しかし1983年夏、浪人中にオートバイ運転中の事故で脊髄損傷を負った結果、下半身不随となりサッカー選手としてのキャリアが断たれた。
リハビリテーションを経て、1986年から9年間山梨県庁に勤務。1993年のJリーグ開幕でかつて高校サッカーで戦った選手たちが脚光を浴びるのに触発され、サッカー指導者への道を志し、1995年にバルセロナに渡る。
2000年に帰国後は主にテレビのサッカー中継やスポーツ誌などで解説者として活動。BS朝日『SOCCER2002』の司会を務め、スカイパーフェクTV!のサッカー中継番組で主に海外サッカーの解説を担当する傍ら、暁星高校サッカー部のコーチとして指導に当たった。
2006年9月、日本サッカー協会・S級ライセンスを取得（身体障害者としては史上初）。2008年から2009年までカマタマーレ讃岐の監督を務めた。
2011年4月、山梨県韮崎市の「サッカーのまちづくりプロジェクト推進委員会」と単年度契約を結び、母校である韮崎高等学校サッカー部のコーチに就任した。
2012年1月、関西サッカーリーグ1部に所属する奈良クラブの監督に就任したが、第9節のディアブロッサ高田FC戦が行われた同年6月30日に成績不振を理由に辞意を表明。同年7月3日付けで辞任が発表された。
2015年、関東サッカーリーグ1部に所属する東京23FCの監督に就任した。
2018年よりブリオベッカ浦安の監督に就任した が、同年9月に成績不振により監督を解任された。
2022年3月、山梨学院高等学校サッカー部の監督に就任した。羽中田によればブリオベッカ浦安の監督退任後は指導者の第一線から退く考えだったが、韮崎高校時代の恩師でもある総監督の横森から誘いを受け、監督就任を決めたという。第101回全国高等学校サッカー選手権大会でチームを指揮した後、2023年1月に監督退任が報じられ、2月28日付で同校を退職した。

## 人物
甲府市在住である羽中田が、越境通学（当時の甲府市は総合選抜制度であった）となる韮崎高校へ進学した理由は、ライバルの保坂孝から勧誘があったためである。保坂は大型FWとして羽中田と同様に嘱望され、高校進学の際には東京都の帝京高等学校から勧誘をうけていた。なお、保坂は羽中田が誘いを断れば帝京へ進学する予定だったという。
FCバルセロナのソシオ（会員）であり、また地元クラブのヴァンフォーレ甲府が解散の危機にあった際には「ヴァンフォーレ甲府の支援を求める会」の発起人にもなった。
漫画家の塀内夏子は、1983年の高校選手権決勝での羽中田のプレーをテレビで観戦し、自身の作品『オフサイド』の主人公・熊谷五郎のモデルにしたと語っている。

## 所属クラブ
- 湯田少年団
- 春日少年団
- 甲府市立西中学校
- 山梨県立韮崎高等学校

## 指導歴
- 2002年 - 2006年 暁星高校サッカー部 コーチ
- 2008年 - 2009年 カマタマーレ讃岐 監督
- 2011年 山梨県立韮崎高校サッカー部 コーチ
- 2012年 奈良クラブ 監督
- 2015年 - 2017年  東京23FC 監督
- 2018年 - 同年9月  ブリオベッカ浦安 監督
- 2022年 - 2023年 山梨学院高等学校サッカー部 監督
- 2024年 山梨県立韮崎高校サッカー部 コーチ

### 監督成績
| 年度 | チーム | リーグ  | 順位  | 勝点 | 試合数 | 勝 | 分 | 敗 | 得点 | 失点 |
| ---- | ------ | ------- | ----- | ---- | ------ | -- | -- | -- | ---- | ---- |
| 2008 | 讃岐   | 四国    | 優勝  | 40   | 14     | 13 | 1  | 0  | 62   | 4    |
| 2009 | 讃岐   | 四国    | 2位   | 36   | 14     | 12 | 0  | 2  | 56   | 10   |
| 2012 | 奈良ク | 関西1部 | 2位註 | 14   | 9      | 3  | 5  | 1  | 12   | 7    |
| 2015 | 東京23 | 関東1部 |       |      |        |    |    |    |      |      |

- 註 2012年7月3日に辞任したため、同年6月30日の第9節終了時点での成績[10]

## 著書

### 単著
- 『みんなの声がきこえる - 車いすのサッカー修業』（四谷ラウンド） 1998年2月刊 ISBN 4-946515-14-3
- 『グラシアス - サッカーからの贈り物』（四谷ラウンド） 1999年9月刊 ISBN 4-946515-39-9
- 『そこからはじまる』（学習研究社） 2001年3月刊 ISBN 4-05-201398-0
- 『夢からはじまる 車椅子のサッカーコーチ』（集英社） 2007年6月刊 ISBN 978-4-08-780465-2
- 『サッカー監督の流儀 - ジュニアからJリーグまで、指導者22人の経験的育成論』（スキージャーナル） 2008年4月刊 ISBN 978-4-7899-0069-0
- 『いつかきっと』（バークレー出版） 2008年11月刊 ISBN 978-4-309-90769-7
- 『バルセロナを極める11の視点』（フロムワン） 2013年5月刊 ISBN 978-4-02-190232-1

### 訳書
- オスカル・ペドロ、カノ・モレノ『バルセロナが最強なのは必然である グアルディオラが受け継いだ戦術フィロソフィー』（カンゼン） 2011年9月刊 ISBN 978-4-86255-102-3
- マルティ・パラルナウ『ペップ・グアルディオラキミにすべてを語ろう』（羽中田まゆみとの共訳、東邦出版） 2015年4月刊 ISBN 978-4-8094-1317-9
- オスカル・ペドロ、カノ・モレノ『グアルディオラのポジショナルプレー特別講座－世界最前線のペップ式実践メソッド』（羽中田まゆみとの共訳、東邦出版） 2016年4月刊 ISBN 978-4-8094-1386-5